# Hydrozincit
Hydrozincit là một loại khoáng vật cacbonat trắng có công thức hóa học Zn5(CO3)2(OH)6. Nó thường được tìm thấy ở dạng khối hơn là dạng tinh thể.
Nó là sản phẩm oxy hóa của quặng kẽm. Nó cộng sinh với smithsonit, hemimorphit, willemit, cerussit, aurichalcit, canxit và limonit.
Nó được mô tả đầu tiên năm 1853 từ một mẫu ở Bad Bleiberg, Carinthia, Áo và được đặt tên theo thành phần hóa học của nó.